# Rum (Hongarije)
Rum is een plaats (község) en gemeente in het Hongaarse comitaat Vas. Rum telt 1119 inwoners (2001).